# Denner
Denner è una catena di supermercati, la terza impresa svizzera per dimensioni nel campo del commercio al dettaglio dopo Migros e Coop Svizzera. La sua sede sociale è a Zurigo.
La sua storia risale al 1860, quando l'imprenditore Heinrich Reiff-Schwarz fondò una società di commercio di merceria e alimentari a suo nome. Assunse l'assetto attuale negli anni cinquanta ad opera dell'imprenditore Karl Schweri. Cerca di posizionarsi sul mercato con articoli a buon prezzo rinunciando ad offrire un'ampia gamma di prodotti.
L'impresa impiega 3600 collaboratori con un giro d'affari stimato sui 2,784 miliardi di franchi. Prima del suo acquisto da parte di Migros (che attualmente detiene il 70% dell'azienda), la filiale era di proprietà della Rast Holding AG, sita a Wollerau (canton Svitto).

## Storia
Nel 1860 Heirich Reiff-Schwarz fonda l'omonima società di commercio che nel 1881 vedrà l'ingresso in organico di Cäsar Denner Reiff, in qualità di socio che da qui prenderà il nome "Denner". Per molti anni, a partire dalla fine della prima metà del Novecento, il destino dell'azienda sarà però legato a Karl Schweri, che nel 1951 ne prenderà il controllo in modo pressoché totale. Nel 1998, Schweri cederà il comando al nipote, Philippe Gaydoul. I primi supermercati Denner sorgono nell'area metropolitana di Zurigo negli anni sessanta. In seguito, il gruppo acquisterà i marchi Waro (venduto a Coop Svizzera nel 2002) e Pick Pay. Il 12 gennaio 2007 Migros diviene proprietaria del 70% del marchio.

## Attività
- 445 negozi in proprio
- 316 negozi in franchise Denner Satellite